# Analogne nukleinske kiseline
Analogne nukleinske kiseline (ksenonukleinske kiseline, KNK) su nakupine koje su strukturno slične (analogne) prirodnim molekulama RNK i DNK. Ksenonukleinske kiseline se koriste u medicini i molekularno biološkim istraživanjima.
Nukleinske kiseline su lanci nukleotida, koji se sastoje od tri dijela: fosfatne osnove, pentoznog šećera, riboze ili deoksiriboze, i četiri nukleobaze. Analog može sadržavati promjene u bilo kojem od tih dijelova. 
Umjetne nukleinske kiseline su peptidna nukleinska kiselina (PNK), morfolino i zaključana nukleinska kiselina (LNK), kao i glikolna nukleinska kiselina (GNK) i treozna nukleinska kiselina (TNK). Svaka od njih se razlikuje od prirodne DNK i RNK po promjenama osnove molekula.

## Poveznice
- Molekularna biologija
- Genetika
- Nukleotid i nukleinska kiselina
- Biotin
- Ribozim